# Cernadilla (kommunhuvudort)
Cernadilla är en kommunhuvudort i Spanien.   Den ligger i provinsen Provincia de Zamora och regionen Kastilien och Leon, i den nordvästra delen av landet, 290 km nordväst om huvudstaden Madrid. Cernadilla ligger 907 meter över havet och antalet invånare är 173.
Terrängen runt Cernadilla är huvudsakligen platt, men norrut är den kuperad. Runt Cernadilla är det mycket glesbefolkat, med 4 invånare per kvadratkilometer. Närmaste större samhälle är Puebla de Sanabria, 18,2 km väster om Cernadilla. 